# Дедо Иван
„Дедо Иван“ е циклостилен вестник, орган на местния комитет на Комунистическата партия на Югославия в окупирания от България Куманово. Вестникът излиза в периода от 15 юли до 15 септември 1941 година и се списва на кумановски говор.
Излизат 3 броя, формат 21 х 17, умножени на циклостил. Отговорен редактор е Апостол Зордумис (Толи), а членове на редакцията са и Боян Зафировски (Бојчо - Болан), Панче Пешев, Кочо Попов и Лазар Соколов. Първото издание е печатено в къщата на Йордан Цеков.
За целта на вестника редакцията пише:
| „ | Ов’ј лис има да биде стожер около кога ќе се збере све што је поштено, све што сака да се бори за ослободување на Македонију од туѓи окупатори... | “ |